# Maxime Chanot
Pour les articles homonymes, voir Chanot.
Maxime Chanot, né le 21 novembre 1989 à Nancy en France, est un footballeur international luxembourgeois d'origine française. Il joue au poste de défenseur central au Los Angeles FC.

## Biographie

### Parcours en club
Maxime Chanot a fait ses premiers pas dans le football au GSA Tomblaine, club de la banlieue de Nancy avant de rejoindre le centre de formation de l'AS Nancy Lorraine, puis du Stade de Reims. À 17 ans, il est repéré par les scouts de Sheffield United évoluant à l'époque en Premier League et signe son premier contrat professionnel. Il fait ensuite le choix de rentrer en France pour rejoindre Le Mans FC alors en Ligue 1, puis le FC Gueugnon. Le placement en liquidation judiciaire de ce dernier club l'amène à rejoindre en 2011 le RWS Bruxelles évoluant en D2 belge. Très vite repéré, il est recruté en 2013 par le Beerschot AC, club de D1 belge. Ses prestations solides continuent d'attirer l'attention et, la même année, il est transféré au KV Kortrijk, évoluant en D1 belge également. Avec Maxime Chanot en charnière centrale, KV Kortrijk dispose pendant deux saisons consécutives de la meilleure défense du championnat belge et le joueur est régulièrement cité parmi les meilleurs joueurs du championnat,. Cherchant à consolider sa défense et séduit par ses performances, le New York City FC le recrute à l'été 2016. Courtisé, notamment, par les Queens Park Rangers ou encore le Chievo Vérone, il choisit de rejoindre l'équipe de Patrick Vieira.
Après avoir été un joueur de rotation au cours de ses premières saisons avec la franchise new-yorkaise, il en devient un pilier à partir de 2019, formant une paire avec Alexander Callens en défense centrale. Il remporte ensuite les premiers trophées de sa carrière avec la Coupe MLS en 2021 puis la Campeones Cup en 2022.
Le 29 août 2023, Maxime Chanot est transféré à l'AC Ajaccio, formation de Ligue 2, et fait son retour en France après avoir connu du succès en huit saisons avec le New York City FC,.
Après un an, à Ajaccio, il retourne aux États-Unis et signe au Los Angeles FC.

### Parcours en sélection
Il est convoqué pour la première fois en équipe du Luxembourg par le sélectionneur national Luc Holtz, pour un match des éliminatoires de la Coupe du monde 2014 contre l'Azerbaïdjan le 7 juin 2013. Le match se solde par un match nul de 1-1.
Par la suite, le 4 juin 2014, il inscrit son premier but en sélection contre l'Italie, lors d'un match amical. Le match se solde par un nul 1-1. Le 13 novembre 2016, il marque un autre but contre les Pays-Bas, dans un match comptant pour les éliminatoires de la Coupe du monde 2018.

## Statistiques
| Saison                | Club                  | Championnat           | Championnat | Championnat | Coupe(s) nationale(s) | Coupe(s) nationale(s) | Compétition(s) continentale(s) | Compétition(s) continentale(s) | Compétition(s) continentale(s) | Séries | Séries | Luxembourg | Luxembourg | Total | Total |
| Saison                | Club                  | Division              | M.          | B.          | M.                    | B.                    | Comp.                          | M.                             | B.                             | M.     | B.     | M.         | B.         | M.    | B.    |
| 2008-2009             | Mansfield Town (prêt) | Conference National   | 5           | 0           | 0                     | 0                     | -                              | -                              | -                              | -      | -      | -          | -          | 5     | 0     |
| 2009-2010             | Le Mans UC B          | CFA                   | 14          | 0           | -                     | -                     | -                              | -                              | -                              | -      | -      | -          | -          | 14    | 0     |
| 2010-2011             | FC Gueugnon           | National              | 16          | 0           | 2                     | 0                     | -                              | -                              | -                              | -      | -      | -          | -          | 18    | 0     |
| 2011-2012             | RWS Bruxelles         | Division 2            | 27          | 1           | 0                     | 0                     | -                              | -                              | -                              | -      | -      | -          | -          | 27    | 1     |
| 2012-2013             | RWS Bruxelles         | Division 2            | 17          | 0           | 2                     | 0                     | -                              | -                              | -                              | -      | -      | -          | -          | 19    | 0     |
| Sous-total            | Sous-total            | Sous-total            | 44          | 1           | 2                     | 0                     | -                              | 0                              | 0                              | 0      | 0      | 0          | 0          | 46    | 1     |
| 2012-2013             | Beerschot AC          | Pro League            | 9           | 0           | -                     | -                     | -                              | -                              | -                              | -      | -      | 1          | 0          | 10    | 0     |
| 2013-2014             | KV Courtrai           | Pro League            | 16          | 1           | 1                     | 0                     | -                              | -                              | -                              | -      | -      | 3          | 1          | 20    | 2     |
| 2014-2015             | KV Courtrai           | Pro League            | 31          | 1           | 2                     | 0                     | -                              | -                              | -                              | -      | -      | 7          | 0          | 40    | 1     |
| 2015-2016             | KV Courtrai           | Pro League            | 35          | 3           | 2                     | 1                     | -                              | -                              | -                              | -      | -      | 9          | 0          | 46    | 4     |
| Sous-total            | Sous-total            | Sous-total            | 82          | 5           | 5                     | 1                     | -                              | 0                              | 0                              | 0      | 0      | 19         | 1          | 106   | 7     |
| 2016                  | New York City FC      | MLS                   | 6           | 0           | 0                     | 0                     | -                              | -                              | -                              | 2      | 0      | 2          | 1          | 10    | 1     |
| 2017                  | New York City FC      | MLS                   | 19          | 2           | 0                     | 0                     | -                              | -                              | -                              | 0      | 0      | 2          | 0          | 21    | 2     |
| 2018                  | New York City FC      | MLS                   | 18          | 1           | 1                     | 0                     | -                              | -                              | -                              | 3      | 1      | 6          | 1          | 28    | 3     |
| 2019                  | New York City FC      | MLS                   | 31          | 0           | 2                     | 0                     | -                              | -                              | -                              | 1      | 0      | 8          | 0          | 42    | 0     |
| 2020                  | New York City FC      | MLS                   | 22          | 0           | -                     | -                     | LCC                            | 4                              | 0                              | 1      | 1      | 0          | 0          | 27    | 1     |
| 2021                  | New York City FC      | MLS                   | 30          | 0           | -                     | -                     | -                              | -                              | -                              | 4      | 0      | 9          | 0          | 43    | 0     |
| 2022                  | New York City FC      | MLS                   | 22          | 1           | 3                     | 1                     | LCC+CC                         | 4+1                            | 1+0                            | 2      | 0      | 9          | 0          | 41    | 3     |
| 2023                  | New York City FC      | MLS                   | 19          | 1           | 1                     | 0                     | LCup                           | 3                              | 1                              | -      | -      | 6          | 0          | 29    | 2     |
| Sous-total            | Sous-total            | Sous-total            | 167         | 5           | 7                     | 1                     | -                              | 12                             | 2                              | 13     | 2      | 42         | 2          | 241   | 12    |
| 2023-2024             | AC Ajaccio            | Ligue 2               | 10          | 0           | 0                     | 0                     | -                              | -                              | -                              | -      | -      | 5          | 1          | 15    | 1     |
| Total sur la carrière | Total sur la carrière | Total sur la carrière | 347         | 11          | 16                    | 2                     | -                              | 12                             | 2                              | 13     | 2      | 67         | 4          | 455   | 21    |

## Palmarès
New York City FC
- Vainqueur de la Coupe MLS en 2021.
- Vainqueur de la Conférence Est de la MLS en 2021.
- Vainqueur de la Campeones Cup en 2022.